# Трутовик щетинистоволосый
Трутови́к щетинистоволосый (Трутовик щетинистый, Иноно́тус щети́нистоволо́сый, лат. Inonotus hispidus) — вид грибов, входящий в род Инонотус (Inonotus) семейства Гименохетовые (Hymenochaetaceae).
Наиболее известен как паразит ясеня, вызывающий гниль древесины.

## Описание
Плодовые тела однолетние, шляпочные, сидячие, одиночные или, иногда, черепитчато расположенные по 2—3 шляпки, широко приросшие к субстрату. Размеры шляпки могут достигать 10×16×8 см. Верхняя поверхность у молодых шляпок красно-оранжевая, затем становится красно-коричневой до черноватой, бархатисто-волосистая, край окрашен однородно с остальной поверхностью.
Мякоть буроватая, у поверхности и края шляпки более светлая, без зон разной окраски, радиально-волокнистая. При контакте с раствором KOH чернеет.
Поры гименофора у молодых грибов желтовато-коричневые, затем ржаво-коричневые, неправильной формы, угловатые, по 2—3 на 1 мм. Трубочки 0,5—4 см длиной, охристо-ржавые.
Споры почти шаровидные до широкоэллиптических, гладкие, 8,3—11×7—9 мкм. Базидии 22—27×9—11 мкм, четырёхспоровые, широкобулавовидной формы. Гифальная система мономитическая.

## Ареал и экология
Обладает циркумполярным ареалом в умеренной зоне Северного полушария. 
Поражает широколиственные деревья, чаще всего — дуб, ясень и яблоню, также отмечен на пихте, клёне, конском каштане, ольхе, берёзе, карии, боярышнике, бересклете, буке, фикусе, орехе, ликвидамбаре, шелковице, фисташке, груше, платане, тополе, сливе, робинии, иве, шинусе, софоре, вязе, винограде и зизифусе.
По данным Л. В. Любарского на Дальнем Востоке распространён повсюду, где произрастают ясень маньчжурский, ильм горный и долинный, живые деревья которых он здесь наиболее поражает. Поражает также липу амурскую и иву.
Вызывает внутреннюю (сердцевидную) гниль стволов и ветвей растущих деревьев. Гниль желтовато-белая, с тёмно-коричневой каймой, отделяющей ее от здоровых периферических слоев древесины. Загнившая древесина уже в начальной стадии становится хрупкой, а при высыхании в ней образуются отлупы по годичным слоям. Заражение происходит преимущественно через раны от облома сучьев, от огня и через морозобойные трещины.
Чем меньше полнота насаждения и больше возраст их, тем чаще деревья ясеня и ильма поражаются этим грибом. Наиболее высокая зараженность наблюдается в долинных лесах различных типов; инфицирование деревьев происходит большей частью в зоне кроны или вообще в верхней половине ствола.
У многих деревьев ясеня маньчжурского и ильма, поражённых щетинистоволосым трутовиком, часто остаётся совершенно здоровой нижняя часть ствола и притом на большом протяжении. Такие стволы можно вполне использовать для заготовки деловых сортиментов различного назначения. При наличии гнили в стволе нередко остается достаточно широкая периферийная зона здоровой древесины, поэтому такие стволы можно использовать для заготовки кряжей для производства лущеной фанеры.

## Систематика

### Синонимы
- Boletus hirsutus Scop., 1772
- Boletus hirtus Vent., 1812, nom. superfl.
- Boletus hispidus Bull., 1785 : Fr., 1821basionym
- Boletus spongiosus Lightf., 1777
- Boletus velutinus With., 1796, nom. illeg.
- Boletus villosus Huds., 1778
- Hemidiscia hispida (Bull.) Lázaro Ibiza, 1916
- Inodermus hispidus (Bull.) Quél., 1886
- Inonotus hirsutus (Scop.) Murrill, 1904
- Phaeolus endocrocinus (Berk.) Pat., 1900
- Phaeoporus hispidus (Bull.) J.Schröt., 1888
- Polyporus endocrocinus Berk., 1847
- Polyporus hispidus (Bull.) Fr., 1818
- Polyporus pollinii Heufl., 1871
- Polyporus velutinus (With.) E.H.L.Krause, 1931
- Polystictus hispidus (Bull.) Gillot & Lucand, 1890
- Xanthochrous hispidus (Bull.) Pat., 1897